# Marianne Foerster

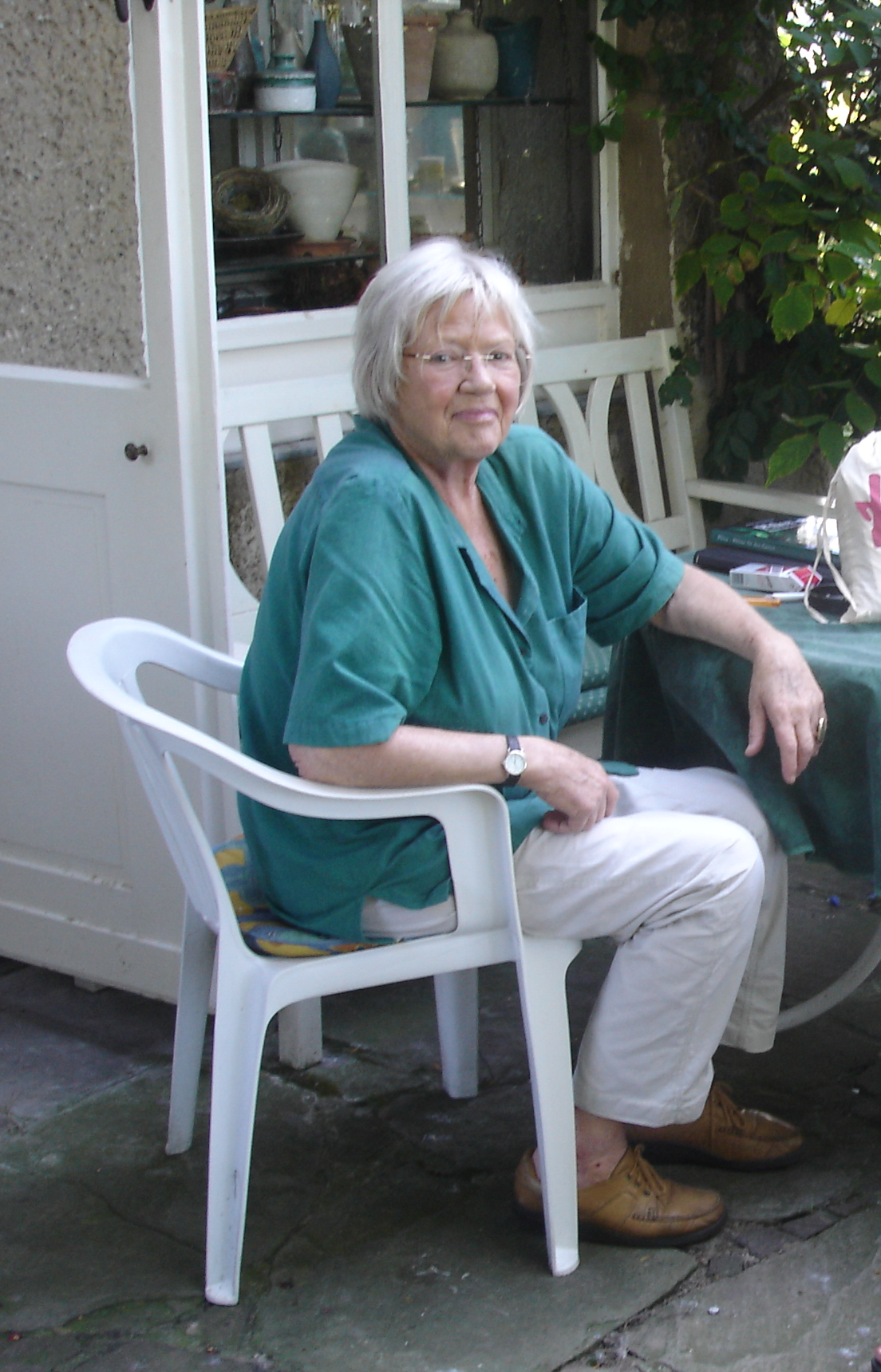
Marianne Foerster auf der Terrasse ihres Hauses in Bornim, 2009

Marianne Foerster (* 1. Januar 1931 in Berlin; † 30. März 2010) war eine deutsche Landschaftsarchitektin.

## Leben und Wirken
Marianne erlernte in den 1940er Jahren in Bornim im Betrieb ihres Vaters, dem Garten-Philosophen Karl Foerster, den Gärtnerberuf, gefolgt von Lehr- und Wanderjahren.
In Brüssel war sie mehr als dreißig Jahre in dem bekannten Gartenarchitekturbüro von René Pechère tätig und verantwortete eigene Gartengestaltungen in verschiedenen Ländern. Bereits 1958 überließ Pechère der erst 27-Jährigen die Pflanzplanentwicklung für die Brüsseler Weltausstellung. Auch nahm sie Aufträge für vollständige Gartenanlagen an.
Dabei behielt sie das Geschehen im Bornimer Karl-Foerster-Garten im Auge und übernahm 1990 dieses Erbe. Sie hielt den Garten ganzjährig für Besucher offen und bewahrte ihn als „lebende Anlage“. Bis ins hohe Alter trug sie durch ihr umfangreiches Fachwissen zur Entwicklung dieses gärtnerischen Kleinodes in Bornim bei.
2005 erschien ihr Gartentagebuch „Der Garten meines Vaters Karl Foerster“ mit Fotografien von Gary Rogers, herausgegeben von Ulrich Timm, in der Deutschen Verlagsanstalt, München ISBN 978-3-421-03503-5. Seit ihrer Rückkehr nach Bornim förderte sie die Wiederauflage von Büchern ihres Vaters.
Marianne Foerster ist auf dem Alten Friedhof in Bornim in der Familiengruft begraben.

## Ehrungen
Bundespräsident Johannes Rau verlieh Marianne am 1. Oktober 2003 das Verdienstkreuz des Verdienstordens der Bundesrepublik Erster Klasse. Ministerpräsident Matthias Platzeck würdigte in seinen Glückwünschen die Bewahrung des schriftlichen und gestalterischen Erbes ihres Vaters sowie ihre Rolle bei der Restaurierung des Gartens in Bornim und der Präsentation anlässlich der Bundesgartenschau 2001.
2006 erhielt sie den Buchpreis der Deutschen Gartenbaugesellschaft 1822 e.V. für ihr Buch „Der Garten meines Vaters“.
Für die Gestaltung zahlreicher öffentlicher und privater Parks und landschaftsgebundenen Gärten, die die Garten- und Landschaftsarchitektur ihrer Zeit in Berlin und Brandenburg prägte, ehrte sie im Dezember 2022 das Bezirksamt Berlin-Pankow mit der Benennung einer neuen Straße als Marianne-Foerster-Straße im Ortsteil Heinersdorf.

## Kulturelles Erbe
Seit 2001 verwaltet und erhält die bei der Deutschen Stiftung Denkmalschutz (DSD) angesiedelte Marianne Foerster-Stiftung das Kulturdenkmal „Foerster-Haus und Garten in Potsdam-Bornim“. Um dessen dauerhafte Bewahrung sicherzustellen, hinterließ Marianne Foerster das Haus und den nach ihrem Vater benannten Garten der DSD.